# Kinyongia msuyae
Kinyongia msuyae — вид ігуаноподібних ящірок родини хамелеонових (Chamaeleonidae). Ендемік Танзанії.

## Поширення і екологія
Kinyongia msuyae мешкають в горах Лівінгстона та в горах Удзунгва. Вони живуть у вологих тропічних лісах.